# 도인권
도인권(都寅權, 1880년 1월 17일 ~ 1969년 2월 28일)은  대한민국임시정부에서 군사국장, 상해거류민단장을 지낸 독립운동가이자 감리교 목사, 교육가이다. 1911년 안악사건으로 6년간 옥고를 치렀다.  상하이와 시베리아 등지에서 독립운동과 선교활동에 힘썼다. 광복 후에는 황해도 옹진교회에 있다가 6·25전쟁이 일어나자 제주도로 피란 가서 목회하였고 제주선교의 아버지로 불린다. 김구의 비서이기도 했으며, 의형제를 맺고 평양 3.1운동 주도역할도 하였다.

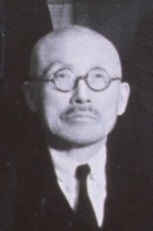
독립운동가 도인권 목사

## 생애
도인권은 1880년 1월 17일 평안남도 용강(龍岡)에서 태어났다.  어려서부터 엄격하고 예절 있는 생활교육과 한문교육을 받았다. 불행하게도 그가 한참 아버지의 사랑을 받고 자라야 할 10살에 아버지가 세상을 떠나고 말았다. 아버지를 잃고 난 도인권은 14세에 평양으로 이주를 하였으며, 이때 마을 이장이 마을 장으로 장례예식을 거행해야 한다는 여론을 수렴하여 장례예식을 성대하게 거행했다. 1904년 대한제국 때에 무관학교 군사특별과에 입학하였다. 졸업 후 교관으로 임명되었으나, 1907년 군대해산이 되자 교육운동에 투신하였다. 용강에 충일학교를 설립하고 황해도 재령(載寧)의 문창학교와 안악(安岳)의 양산학교에서 각각 교직생활을 하였다. 여기서 김구(金九)와 만나면서 독립운동에 더 적극적으로 가담하게 되었다. 1910년 국권피탈이 되자 기독교에 귀의, 장로교회 선교사 밀러(F.S. Miller, 한국명 민노라)에게 세례를 받았다. 1910년 12월 안중근(安重根)의 종제(從弟) 명근(明根)의 독립운동자금모금사건이 탄로되자 김구 및 해서교육총회 지도자들과 함께 투옥되었다. 이 때 10년 형을 언도받고 6년간 서대문형무소에서 옥고를 치렀다. 그가 감옥에 있을 때 일본 경찰관이 불당(佛堂)을 건축하여 입불식(入佛式)을 거행하면서 모든 죄수들로 하여금 분향배례(焚香拜禮)하게 한 적이 있는데 그 혼자만 예수를 믿는다고 이에 불응을 하여 수없이 구타를 당하기도 하였다. 가출옥 조처에도 출옥시키지 않으면 나가지 않겠다고 고집하여 형기를 다 채우고서야 풀려났다. 이를 김구는 <백범일지>에 다음과 같이 기록하고 있다.
```
<사람됨이 민활하고 강직하다. 10년 징역형을 선고받고 노역하는 중에 야소를 돈돈히 믿었는데 왜놈 교회사(敎誨師)가 일요일 불상 앞에 각 수인(囚人)으로 하여금 머리를 숙이고 예불(禮佛)하도록 명하니 수인들이 마음속으로는 천황(天皇) 급살을 빌면서도 겉으로는 머리를 숙였으되 수백 명 가운데 도인권 한 사람만이 머리를 까딱 안 하고 앉았다. 간수가 질문을 해도 도는 자기는 기독교 신자 이므로 우상에 절하지 않는다고 하였다. 왜놈들이 분이 나서 도인권의 머리를 억지로 타 누르거니, 도는 눌리지 않으려거니 대소동이 일어났다. 도는 <일본 국법에도 종교의 자유가 있고 감옥 법에도 수인(囚人)들이 불교만 신앙하라는 조문이 없는데 어디에 근거하여 이같이 무례한가 ? 일본인의 안목으로 보아 도인권 이가 죄인이라 하나, 신의 안목으로는 일본인이 죄인이 될지도 모른다” 하여 큰 시비가 생기어서 급기야 교회사(敎誨時)에 배불(拜佛)하는 일 만큼은 수인(囚人) 자유에 맡긴다는 전옥의 교사가 있었다. 그 후에 소위 가출옥을 시키는 데도 <나의 죄가 없는 것을 지금에야 깨달았거든 판결을 취소하고 아주 풀어 줄 것이니 가출옥이란 가(假) 자가 정신에 상쾌치 못하니 기한까지 있다가 나간다” 한즉 왜놈도 어찌할 줄을 모르고 기한을 채워서 방면(放免)을 하였다.>
```

출감한 뒤에 평양교회를 중심으로 독립운동을 계속하다가 1918년상해(上海)로 망명하였다.
그후 상하이[上海]로 망명하여 임시정부 군사국장, 무관학교 교관·학도대장, 임시의정원 부의장, 상해거류민단장 등을  역임하였다. 1921년 고려혁명위원회에 가입하여 시베리아로 가서 공산주의자들과 대결하고 독립운동을 하였다
1922년 10월부터 남감리교회에 속하여 외수청(外水淸)구역을 담임하는 것으로 교역을 시작하여 시베리아지방의 선교사업에 투신하였다. 1929년 소련 공산정권의 종교 핍박을 피해 교인들과 함께 중국 훈춘의 동흥진으로 피하여 여기서 6개의 교회와 5개의 학교를 설립하는 한편 동흥진교회의 담임으로 시무하면서 영육상으로 큰 성과를 얻었다. 1931년 만주사변 당시에는 비적들에게 잡혀 사형선고까지 받았다가 석방된 적도 있다. 금일(今日), 명일(明日)하고 죽음을 기다리던 중 금월 20일에 토벌대(討伐隊)가 내주(來駐)됨을 따라 비적(匪賊)은 도산(逃散) 혹은 귀순(歸順)함으로 안도(安堵)를 득(得)케 되어 교회에서는 도인권 목사를 구해준 토벌대장인 다케모도(竹本) 헌병대장에게 감사장을 보낸 바도 있다. 또 일본 감리교 신자로서 훈춘 영사관 부영사 기다기리에게 파괴된 예배당 재건비 60만 원을 받아 교회 성전까지 재건축하였다.
도인권 목사가 동흥진을 떠나는 전별상황을 〈조선감리회보〉는 보도하고 있는데, 도 목사는 만주사변 당시 비적에게 잡혀 사형선고까지 받았으나 환란과 핍박중에서도 꾸준히 구령사업에 분투하여 그간에 7, 8백 명이나 되는 신자를 얻었다고 한다. 교육 방면에도 열심히 하였는데, 특히 동흥학교는 건전히 유지 발전하여 많은 졸업생을 내었으며 지금 재적생도 수백 명에 달했다. 실로 도 목사의 10년간 사업을 영육상 큰 성적을 보였다고 전한다. 그를 떠나보내는 동흥진 형제들의 상황을 〈감리회보〉는 이렇게 전한다.
```
"금번에 연길로 파송되여서 지난 6월 30일에 동흥진을 떠난 바 본 교회교인 전부는 물론이고 장로교회 교인들과 학교학생과 학부형들고 특별히 각관청 각기관의 관공리제씨까지 전송을 남녀로소 五六백명이 정거장까지 나오고 더욱이나 사회유지제씨들이 도목사의파송을 애석히역여 귀중한 기렴품까지 증정하여 분교회교인들은 감사함을 마지안는다더라."
```

1939년 6월 간도의 연길구역으로 파송되어 연길교회와 유치원을 설립하여 해방 당시까지 시무하였다. 해방 후인 10월 귀국하여 3.1동지회를 조직하여 그 총재의 직임을 맡아 보다가 황해도 옹진으로 내려가 한국독립당 옹진지당부 지도책임, 민족통일총본부 옹진사무국장, 대한독립촉성국민회 옹진지부장 등을 맡았으며, 옹진중학교를 설립하였다. 1947년에는 옹진읍교회를 담임하며 유치원을 설립하는 등의 활동을 하다가 1950년 6.25전쟁 당시 공산학정을 피해 월남하였다. 감리교의 제주도 선교사업이 시작되면서 그 관리자로 활동하였다. 이후 1957년 4월까지 시무하면서 9개의 교회를 설립하였고 제주지방 감리사로 재직하였다. 특히 제주중앙교회의 기지 분규를 해결하고 류형기 감독 선교 기념예배당을 건축하여 1956년 봉헌하는 업적을 이루었다. 그는 제주지방 감리사로 재직하는 중 〈감리회보〉에 지난 세월을 돌아보며 광음을 아끼라 때가 악하니라라는 글을 싣기도 하였다.
```
"나는 송구영신이 이해에 들어 77회인데 지낸날을 회고하면 실로 감개무량한바 있다. 77회를 지냈으나 정신적으로 일하고 생활한 시일이 얼마나되는지? 17회까지는 미성년이니만큼 세속에 의해서 새옷입고 세배나 나녔고 그 후 26회까지는 호화와 영웅적방탕으로 지냈고 27회에는 나라를 위한 생각으로 구사일생 살아온 것이 50년간인데 하루 24시간 중 3시간은 식사와 휴식시간이여서 3분지 1밖에 일할 시간이 없으니 50년의 3분지 1이면 16년 8개월로 셈할 수 있는데 흔상절일 질병따위를 계산하면 1년에 60일이 된다. 인간칠십 고래희라하지만 77년을 살기도 어렵고 그동안 일한시간이 5천25일밖에 못된다는 것을 따져보게 될 때 놀라지 않을 수 없다. …… 선한싸움을 싸우고 달려갈길을 거진다 걸어온 나로서 촌음이 척벽보다 귀하다는 생각이 들 때 앞이 창창한 젊은 동역자 들에게 부탁하는 말은 "광음을 아끼라 이 때가 악하니라" 이 말씀뿐이다."
```

그는 제주중앙교회 등 제주에 7개 교회를 개척했다. 또한 그가 제주도 감리사로 있을 때 그의 자녀들은 제주교회에 종을 헌납하여 주위 사람들에게 아름다운 일로 기록되기도 하였다. 제주도 선교사업에 초석이 되고저 분투노력하고 있는 도인권 감리사의 자녀들은 그 아버지의 수고하시는 모습에 감격하여 제주교회내 특호종을 헌납하였다고 하는데 이는 우리교계에서 흔히 볼 수 없는 교역자 자녀들의 미거라고 일반은 크게 감격하고 있다고 한다. 현 제주시 오라벌 제주중앙교회 정원 한쪽에 자리한 도인권 목사 목회 기념비가 있다.

## 저서
- 저서：〈도인권 선생의 기록〉, 1962(미간행)

## 참고문헌
- 도인권 [都寅權] (두산백과 두피디아, 두산백과)
- 도인권 [都寅權] (한국민족문화대백과, 한국학중앙연구원)
- 논문：만주에 대한 우리 감리교회의 사명, 〈조선감리회보〉, 1938. 6. 16.

## 같이 보기
- 김구
- 안악사건